# Our World
Our World var den första TV-produktionen som direktsändes internationellt via satellit. Programmet sändes den 25 juni 1967, där artister och konstnärer från flera olika länder medverkade; bland andra Beatles, sångerskan Maria Callas och konstnären Pablo Picasso. Antalet tittare uppskattades vara mellan 400 och 700 miljoner.

Programmet är mestadels känt för Storbritanniens bidrag där Beatles medverkade med låten All You Need Is Love för första gången.

## Medverkande länder
| Land           | Mediabolag                                    |
| -------------- | --------------------------------------------- |
| Australien     | Australian Broadcasting Corporation           |
| Danmark        | Danmarks Radio                                |
| Frankrike      | Office de Radiodiffusion Télévision Française |
| Italien        | Radiotelevisione Italiana                     |
| Japan          | NHK                                           |
| Kanada         | Canadian Broadcasting Corporation             |
| Mexiko         | Telesistema Mexicano                          |
| Portugal       | Rádio e Televisão de Portugal                 |
| Spanien        | Televisión Española                           |
| Sverige        | Sveriges Radio                                |
| Tunisien       | Télévision Tunisienne 1                       |
| Storbritannien | BBC                                           |
| USA            | National Educational Television               |
| Västtyskland   | ARD                                           |
| Österrike      | Österreichischer Rundfunk                     |

Tjeckoslovakien, Polen, Östtyskland, Sovjetunionen och Ungern drog tillbaka sin medverkan innan sändningen i protest mot sexdagarskriget.

## Beatles medverkan
Då sändningen ägde rum mitt under Vietnamkriget fick Beatles en förfrågan om att skriva en låt med ett positivt budskap. Klockan 08:54 lokal tid uppträdde de med All You Need Is Love för första gången. Gruppen bjöd in flera vänner för att sjunga med i refrängen, bland annat medlemmar i Rolling Stones, Eric Clapton, Marianne Faithfull, Keith Moon och Graham Nash.
Beatles medverkade trots en konflikt med det brittiska public service-bolaget BBC, som strax innan förbjudit låten A Day In The Life från att spelas i radio och tv på grund av drogreferenser.